# Langwasser (Fischbach)
Das Langwasser, gelegentlich auch Langwasserbach genannt, ist ein ganzjähriges Fließgewässer 3. Ordnung im südöstlichen Gemeindegebiet der Stadt Nürnberg.
Es entspringt laut Bayernatlas etwas westlich des Autobahnkreuzes Nürnberg-Ost und gerade noch südlich der A 6. Der Langwassersee wird von einem kurzen linken Teilungsarm durchflossen, der danach zurückläuft. Das Langwasser mündet in den Großen Dutzendteich. Es unterscheidet sich vom recht nahen Langwassergraben, der im Behringersdorfer Forst entspringt und ebenfalls in Nürnberg von rechts in die Pegnitz mündet, in die letztlich auch das hier behandelte Langwasser entwässert.

## Verlauf
Zunächst fließt der Bach durch Nürnberg-Altenfurt, wo er sich in der Nähe eines Teiches und kurz vor der Löwenberger Straße mit dem Katzengraben vereinigt. Wenig später fließt im Wald von rechts der Katzenbach und von links der Obere Brandgraben zu. Anschließend unterquert das Langwasser die Gleiwitzer Straße, später unterquert sie vorbei an einer Tankstelle und dem Langwasserbad die Breslauer Straße in Nürnberg-Langwasser. Es folgt eine Untertunnelung des U-Bahn-Betriebshofes Nürnberg-Langwasser und ein Abschnitt im Park am Langwassersee; ein Seitenarm fließt dabei durch den See und anschließend zurück in den Bach. In der Nähe der Karl-Schönleben-Straße läuft von rechts ein Seitenarm dem Bach zu. Dann durchläuft er westlich des Max-Morlock-Stadions und des Stadionbades einen kleinen Weiher. Schließlich mündet das Langwasser in den vom Fischbach durchflossenen Großen Dutzendteich.
Das Gewässer, in dessen Einzugsgebiet über 40.000 Menschen wohnen, hat einen mittleren Abfluss von 99 l/s; bei Starkregenereignissen können einjährige Hochwasserabflüsse von bis zu 2.400 l/s auftreten. Die Gewässerstrukturgütekartierung der Regierung von Mittelfranken weist das Langwasser bis zu seiner Mündung in den Dutzendteich als „kritisch belastet“ (Güteklasse II - III) aus. Er ist beispielsweise mit Zigarettenkippen und Hundekot verschmutzt. Lediglich der Quellbereich am Rande des Reichswaldes ist „mäßig belastet“ (Güteklasse II).